# Spiroctenus curvipes
Spiroctenus curvipes là một loài nhện trong họ Nemesiidae.
Spiroctenus curvipes được miêu tả năm 1919 bởi Hewitt.